# Selezioni giovanili della nazionale femminile di pallavolo dell'Ecuador
Le selezioni giovanili della nazionale femminile di pallavolo dell'Ecuador sono gestite dalla federazione pallavolistica dell'Ecuador (FEV) e partecipano ai tornei pallavolistici internazionali per squadre nazionali femminili limitatamente a specifiche classi d'età.

## Under 23
La selezione nazionale under 23 rappresenta l'Ecuador nelle competizioni internazionali dove il limite di età è di 23 anni.
Non ha mai preso parte ad alcun torneo ufficiale.

## Under 21
La selezione nazionale under 21 rappresenta l'Ecuador nelle competizioni internazionali dove il limite di età è di 21 anni.
Non ha mai preso parte ad alcun torneo ufficiale.

## Under 20
La selezione nazionale under 20 rappresentava l'Ecuador nelle competizioni internazionali dove il limite di età è di 20 anni.
| Campionato sudamericano | Campionato sudamericano |
| Edizione                | Piazzamento             |
| ----------------------- | ----------------------- |
| 1972                    | non qualificata         |
| 1974                    | non qualificata         |
| 1976                    | non qualificata         |
| 1978                    | non qualificata         |
| 1980                    | non qualificata         |
| 1982                    | non qualificata         |
| 1984                    | 8º posto                |
| 1986                    | non qualificata         |
| 1988                    | non qualificata         |
| 1990                    | non qualificata         |
| 1992                    | 5º posto                |
| 1994                    | non qualificata         |
| 1996                    | non qualificata         |
| 1998                    | non qualificata         |
| 2000                    | non qualificata         |
| 2002                    | non qualificata         |
| 2004                    | non qualificata         |
| 2006                    | non qualificata         |
| 2008                    | non qualificata         |
| 2010                    | non qualificata         |
| 2012                    | non qualificata         |
| 2014                    | non qualificata         |
| 2016                    | non qualificata         |
| 2018                    | 8º posto                |

## Under 19
La selezione nazionale under 19 rappresenta l'Ecuador nelle competizioni internazionali dove il limite di età è di 19 anni.
Non ha mai preso parte ad alcun torneo ufficiale.

## Under 18
La selezione nazionale under 18 rappresentava l'Ecuador nelle competizioni internazionali dove il limite di età è di 18 anni.
| Campionato sudamericano | Campionato sudamericano |
| Edizione                | Piazzamento             |
| ----------------------- | ----------------------- |
| 1978                    | non qualificata         |
| 1980                    | non qualificata         |
| 1982                    | non qualificata         |
| 1984                    | non qualificata         |
| 1986                    | non qualificata         |
| 1988                    | non qualificata         |
| 1990                    | non qualificata         |
| 1992                    | non qualificata         |
| 1994                    | non qualificata         |
| 1996                    | non qualificata         |
| 1998                    | non qualificata         |
| 2000                    | non qualificata         |
| 2002                    | non qualificata         |
| 2004                    | 8º posto                |
| 2006                    | non qualificata         |
| 2008                    | non qualificata         |
| 2010                    | non qualificata         |
| 2012                    | non qualificata         |
| 2014                    | non qualificata         |
| 2016                    | non qualificata         |
| 2018                    | 7º posto                |

## Under 17
La selezione nazionale under 17 rappresenta l'Ecuador nelle competizioni internazionali dove il limite di età è di 17 anni.
| Campionato mondiale | Campionato mondiale |
| Edizione            | Piazzamento         |
| ------------------- | ------------------- |
| 2024                | 16º posto           |

| Campionato sudamericano | Campionato sudamericano |
| Edizione                | Piazzamento             |
| ----------------------- | ----------------------- |
| 2023                    | 4º posto                |

## Under 16
La selezione nazionale under 16 rappresentava l'Ecuador nelle competizioni internazionali dove il limite di età è di 16 anni.
| Campionato sudamericano | Campionato sudamericano |
| Edizione                | Piazzamento             |
| ----------------------- | ----------------------- |
| 2011                    | non qualificata         |
| 2013                    | non qualificata         |
| 2014                    | non qualificata         |
| 2015                    | non qualificata         |
| 2017                    | 8º posto                |
| 2019                    | 4º posto                |